# Gerhard von Cremona
Gerhard von Cremona (italienisch Gherardo da Cremona bzw. latinisiert Gerardus Cremonensis; * (um) 1114 in der Lombardei, vielleicht in Cremona, Italien; † 1187 in Toledo, Spanien) war ein italienischer Gelehrter und bedeutender Übersetzer arabischer naturkundlicher und medizinischer Schriften ins Lateinische. Er gehörte zu den produktivsten Übersetzern der sogenannten Übersetzerschule von Toledo.

## Leben und Wirken
Über seine Herkunft und seinen Lebenslauf ist wenig bekannt. Über 100 Jahre nach seinem Tod schrieb sein Biograf, der Dominikaner Francesco Pipino, Gerhard habe es schon sehr früh aus „Liebe zum Almagest“ (das astronomische Standardwerk von Claudius Ptolemäus) nach Toledo gezogen, wohin er von Italien vermutlich in den 1140er Jahren ging und in Kontakt mit der arabischen Sprache kam. Dort war im 12. Jahrhundert unter Gerhard von Cremona (und dem Begründer der Übersetzerschule Dominicus Gundissalinus) das bedeutendste Zentrum des mittelalterlichen Europa für die Übersetzung vor allem naturwissenschaftlicher und philosophischer Werke aus dem Arabischen entstanden. Gerhard lernte Arabisch und war bald in der Lage, nicht nur (ausgehend von einer Übersetzung durch den mozarabischen Gelehrten Galippus, eigentlich Ghalib bzw. Ġālib) den Almagest, sondern auch zahlreiche weitere Werke wie etwa Avicennas Kanon der Medizin mehr schlecht als recht ins Lateinische zu übersetzen. Am Domkapitel in Toledo arbeitete er dann viele Jahre als Diakon und Lehrer. Wahrscheinlich hatte er ein Kanonikat an der Kathedrale von Toledo inne, wo ein „Magister Gherardus“ bezeugt ist. Ob er tatsächlich bis zu seinem Tod in Toledo blieb, ist nicht sicher, da er in Cremona begraben liegt.

## Schriften
Im Laufe von mehr als 40 Jahren übersetzte Gerhard mindestens 70 philosophische und naturwissenschaftliche Werke aus dem Arabischen ins Lateinische, wobei die Zuschreibung nicht in allen Fällen als gesichert gelten kann. Zu diesen Werken zählen unter anderem:
- 24 medizinische Schriften, darunter Werke von Galenus, Rhazes, Abulcasis sowie Avicennas Kanon der Medizin.
- 17 mathematische und optische Schriften, darunter Euklids Elemente, Schriften von Archimedes und das Lehrbuch zur Algebra (Hisab al-dschabr wa-l-muqabala) von al-Chwarizmi
- 14 Texte zur Logik und Naturphilosophie, dazu zählen u. a. von Aristoteles dessen Physik und Meteorologie und Werke von al-Kindī.
- 12 astronomische Werke, darunter den Almagest von Ptolemäus (vollendet 1175), die von az-Zarqali berechneten Toledaner Tafeln und das Islah al-Magisti („Korrektur des Almagest“) von Gabir ibn Aflah. Außerdem Schriften von Thabit ibn Qurra zur Astrologie.

Sein Schüler, der englische Scholastiker Daniel von Morley, überlieferte eine von  Gerhards Arbeitsweisen beim Übersetzen: Sein mozarabischer Assistent Ghalib (latinisiert Galippus) übertrug den Text mündlich ins mittelalterliche Kastilisch, Gerhard hörte zu und schrieb den Text in lateinischer Sprache nieder. Im Falle des Almagest, der aus seiner Ursprungssprache Altgriechisch zunächst ins Syrische, dann ins Arabische übersetzt worden war und den Gerhard über den mündlichen Umweg des Kastilischen ins Lateinische übertrug, brachte diese lange Übertragungskette zahlreiche Fehlerquellen mit sich. Daher wurden Gerhards Übersetzungen in ihrer Nähe zum Original zum Teil bald von anderen Übersetzungen übertroffen, die, wie diejenigen von Wilhelm von Moerbeke, auf griechischen Originalen basierten. Gerhard von Cremona ging häufig von älteren Übersetzungen ins Lateinische aus, verglich diese mit dem arabischen Original und ergänzte sie durch Neuübersetzungen aus dem Arabischen und standardisierte die Terminologie. Er blieb nahe am arabischen Original, übernahm teilweise dessen Konstruktionen und bemühte sich um exakte Wiedergabe.
Des Weiteren wurden Gerhard auch eigenständige wissenschaftliche Schriften zugeschrieben, die aber heute Gerhard von Sabbioneta, einem Franziskaner und Astronom des 13. Jahrhunderts, oder anderen zugeschrieben werden.
Die erste gedruckte lateinische Ausgabe des Almagest war 1515 in Venedig die Übersetzung von Gerhard von Cremona.
Gerhard von Cremona hat einen wesentlichen Beitrag dazu geleistet, dass Werke sowohl der antiken griechischen als auch der mittelalterlichen arabischen Philosophie und Wissenschaft in der lateinischen Welt bekannt wurden, die dann nachhaltigen Einfluss auf die Entwicklung der Scholastik ausübten. Trotz der aus heutiger Sicht verbesserungsbedürftigen Qualität seiner Übersetzungen behielten sie ihren Einfluss noch bis in die Frühe Neuzeit, da sie in Form von Zitaten in der kommentierenden Literatur weiterlebten und in den Handschriften vielfach auch in synoptischer Gegenüberstellung zu anderen Übersetzungen weiterhin überliefert wurden.
Seine Ausgabe der lateinischen Übersetzung des Euklid-Kommentars von Al-Nayrizi gab Maximilian Curtze als Supplement der Euklid-Ausgabe von Heiberg und Heinrich Menge 1899 bei Teubner heraus. Er fand das Manuskript in Krakau.

## Weitere Ausgaben und Übersetzungen
- Hubert L. L. Busard: The Latin translation of the Arabic version of Euclid’s ‘Elements’ commonly ascribed to Gerard of Cremona : Introduction, edition and critical apparatus. Leiden 1984.
- Anthony Lo Bello (Hrsg.): Gerard of Cremona’s translation of the commentary of Al-Nayrizi on Book I of Euclid’s Elements of geometry: with an introductory account of the twenty-two early extant Arabic manuscripts of the Elements. Brill, Leiden 2003 (Medieval philosophy, mathematics, and science, Band 2).
- Robert Steele: Practical chemistry in the twelfth century: Rasis De aluminibus et salibus, translated by Gerard of Cremona. In: Isis. Band 12, 1929, S. 10–46 (mit Wiedergabe einer lateinischen Kurzfassung); deutsche Übersetzung: Julius Ruska: Das Buch der Alaune und Salze. Verlag Chemie, 1935.
- Barnabas Hughes: Gerard of Cremona’s translation of Al-Khwarizmi’s Al-Jabr: a critical edition. Mediaeval Studies, Band 48, 1986, S. 211–263.

## Belletristik
- Ewald Guido Fischer: Meister Gerardus. Im Labyrinth der sieben Künste, Band 1, Wien 2020, ISBN 978-3-99110-125-3.
- Ewald Guido Fischer: Meister Gerardus. Die Bücherschätze von Toledo: Eine Spurensuche. Band 2, Wien 2020, ISBN 978-3-99110-138-3.